# Dokuzyol, Ayrancı
Dokuzyol là một xã thuộc huyện Ayrancı, tỉnh Karaman, Thổ Nhĩ Kỳ. Dân số thời điểm năm 2011 là 327 người.